# Little Bytham
Pour les articles homonymes, voir Bytham.
Little Bytham est une paroisse civile et un village du Lincolnshire, en Angleterre.